# Chočské vrchy
Chočské vrchy je slovenské pohoří, jež řadíme mezi základní (jádrová) pohoří patřící do soustavy Vnitřních Západních Karpat a Fatransko-tatranské oblasti. Nejvyšším vrcholem je Veľký Choč (1608 metrů). Další vrcholy s výškou nad tisíc metrů uvádí Seznam vrcholů v Chočských vrších.

## Poloha

Vnitřní Západní Karpaty, Chočské vrchy vyznačeny červeným polem

Na severu jej ohraničuje Oravská vrchovina, podcelky Podchočská brázda ,Podtatranská brázda a Zuberecká brázda, na východě Tatry, podcelek Západní Tatry, na jihu Podtatranská kotlina, podcelek Liptovská kotlina a na západě Veľká Fatra, podcelek Šípska Fatra.
Morfologicky se pohoří dělí na tři podcelky: Choč v západní, Sielnické vrchy ve střední a Prosečné ve východní části. Pohoří je dlouhé 24 kilometrů, průměrná šířka činí čtyři kilometry a maximální osm kilometrů. Rozprostírá se na rozhraní slovenských okresů Liptovský Mikuláš, Ružomberok a Dolný Kubín.

## Geologie
Pro toto pohoří je typické, že krystalické jádro nikde na povrch nevystupuje a celé pohoří tvoří mohutná souvrství sedimentovaných druhohorních hornin. Vzhledem ke svým malým rozměrům představuje určitý spojovací článek mezi Malou a Velkou Fatrou na západě a Západními Tatrami na východě. Z Velké Fatry sem zasahuje Krížňanský příkrov, pro který je typické značné rozšíření hornin usazených ve spodní a střední křídě. Jsou to horniny většinou typu slínitých vápenců, slínovců a slínitých břidlic, snadno podléhající zvětrávání. Horniny Krížňanského příkrovu tvoří zejména nižší, úpatní části masivů.
Na Krížňanský příkrov je nasunut vyšší Chočský příkrov, který obsahuje hlavně nejspodnější, triasové sedimentární horniny, ze kterých jsou zde nejrozšířenějšími mohutná souvrství vápenců, nejčastější tmavošedé až černé žilkované vápence a šedé, tzv. chočské dolomity. Vyšší souvrství triasu obsahují i jiné druhy vápenců, např. písčité, rohovcové a jiné. Chočský příkrov není zachován v tak souvislém celku jako Krížňanský příkrov, ale zachoval se ve formě příkrovových trosek. Největší krustu tvoří souvislý masív Velkého Choče spolu s jeho rozsochami.
Od Sestrčské doliny na východ je geologická stavba odlišná v tom, že Krížňanský příkrov už na povrch nevystupuje (naposledy je to u obce Liptovská Anna) a mohutné masivy Pravnáče (1206 metrů), Lomného (1278 metrů), Prosečného (1372 metrů), Ostrého vrchu (1128 metrů) a Holice (1340 metrů) jsou budovány složitě zvrásněnými komplexy vápenců a dolomitů středního triasu až po Suchou dolinu, kde se křídová souvrství Krížňanského příkrovu opět objevují.

## Geomorfologie

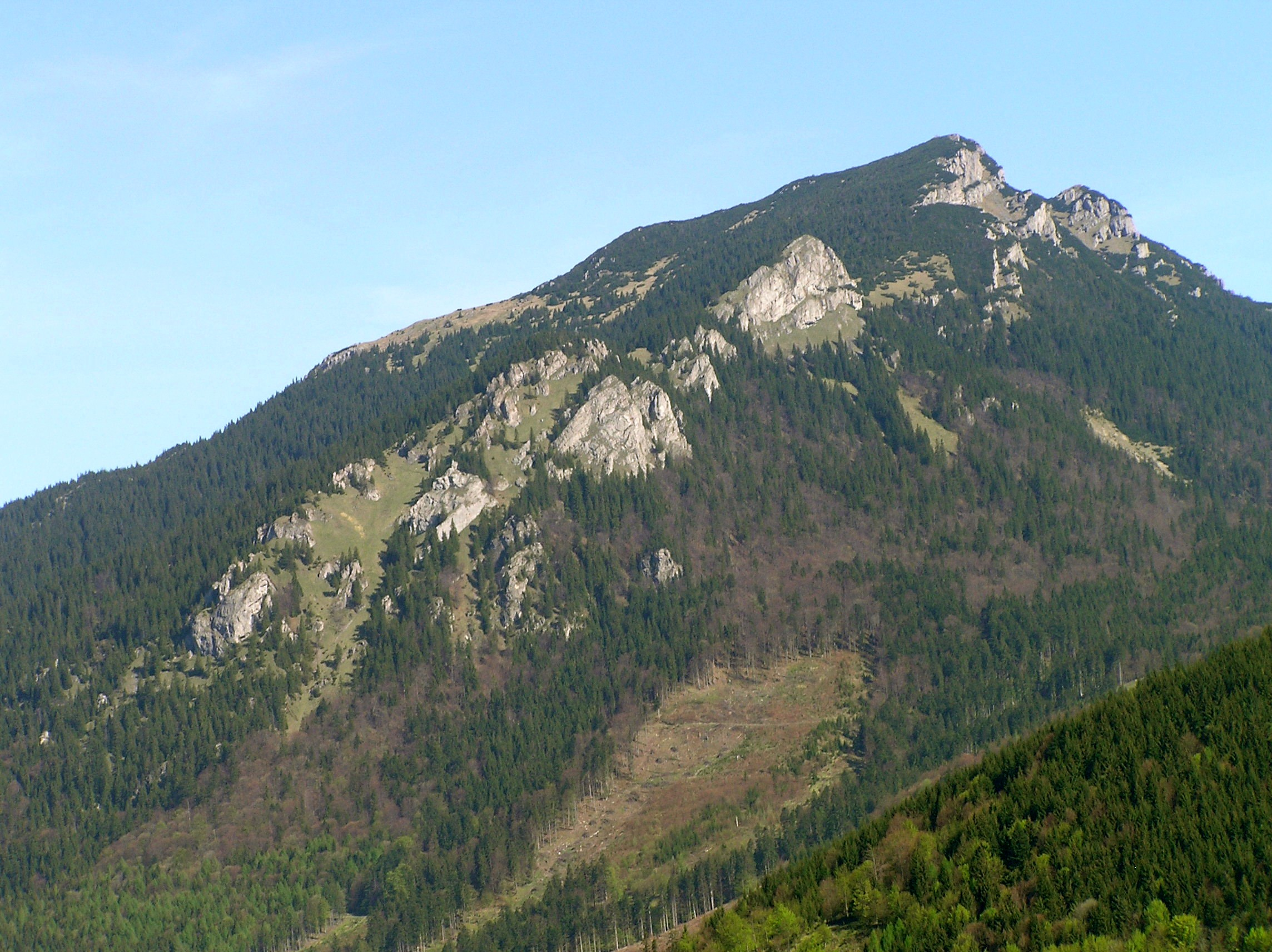
Veľký Choč

Z geomorfologického hlediska je pro Chočské vrchy typické, že nemají souvislejší hlavní hřeben a jsou charakteristické samostatnými masivy. Podcelek Choč kulminuje vrchem Veľký Choč (1611 metrů), což je nejvyšší bod celého pohoří a představuje strukturu Chočského příkrovu budovanou dolomity a už méně vápenci. Dolina potoka Teplianka odděluje tento podcelek od podcelku Sielnické vrchy, které jsou charakteristické mírnějšími formami, rozšířené na horninách Krížňanského příkrovu s nejvyššími vrcholy Magura (1171 metrů), Havrania (1130 metrů) a Sielnická hora (1051 metrů). Nejvýchodnější část pohoří tvoří podcelek Prosečné, charakteristický značně si podobnými horskými masivy, které jsou rozřezány paralelními údolími. Nejzápadnější je masiv Pravnáče (1206 metrů), východněji leží masiv Lomného a nejmohutnější je pak masiv Prosečného.

### Krasové jevy
Na popisovaném území vzhledem k jeho hornatinovému charakteru s velkými výškovými rozdíly převažují podzemní krasové jevy nad jevy povrchovými. Z povrchových krasových mikroforem jsou nejhojnější škrapy. Vyskytují se na Velkém Choči, avšak patrně nejlépe vyvinuté je škrapové pole na vrcholu Čereňová v masivu Lomného. Škrapy jsou známy také ze svahů Prosečného a Ostrého vrchu. Závrty jsou více zřídkavé. Skupina závrtů se nachází v sedle Ostruky mezi Prosečným a Černou horou (1094 metrů). Charakter závrtu má také ponor Prosiečanky na plošině Svorad.

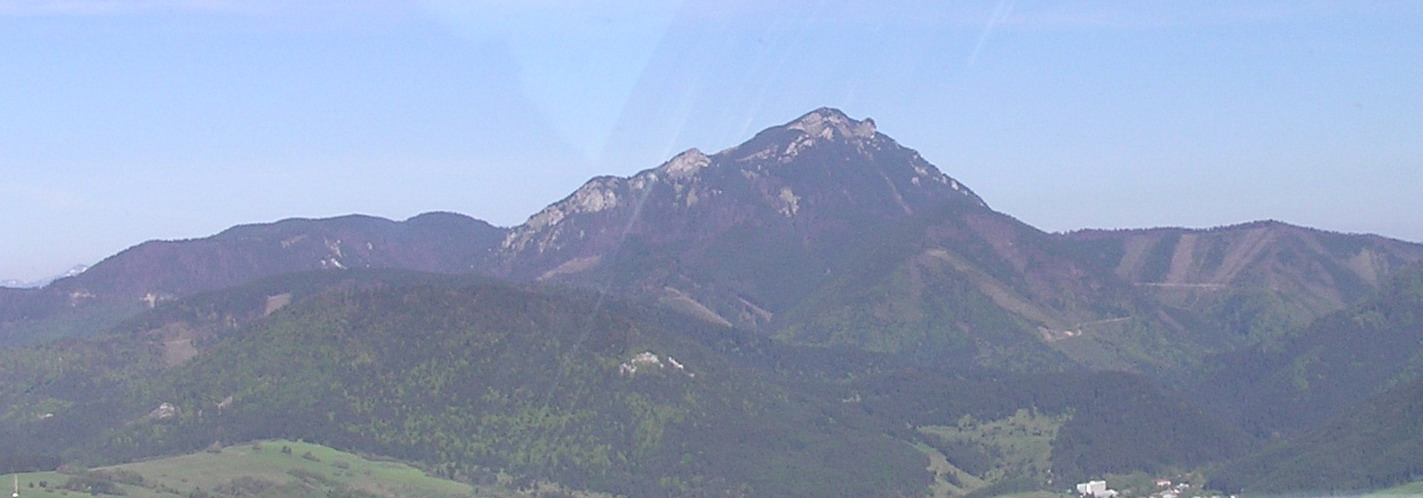
Chočské vrchy

Podzemní krasové formy, jeskyně, můžeme z hlediska jejich vzniku rozdělit do několika skupin. Jsou to jednak drobnější jeskyně a propasti, které nacházíme ve vrcholových částech příkrovových trosek. Na nich se zejména na úpatí skalních stěn nacházejí drobnější jeskyně a převisy, které vznikly mrazovým zvětráváním. Takového charakteru je např. vícero jeskyní v Turícké dolině, pod Liptovským hradem a Heliašskou propastí. Významnější jsou jeskyně, které vznikly působením vodních toků, ať už vstupujících na krasové území z okolních nekrasových oblastí, nebo přímo vstoupivších z krasových masivů.
Nejznámější je Liskovská jeskyně v nejvýchodnějším výběžku vrchu Mních. Ten už však řadíme do Liptovské kotliny. Jedinečné podzemní, ale také povrchové krasové jevy jsou rozšířeny v Prosiecké dolině. Potok Prosiečanka, pramenící na flyšovém území plošiny Svorad na sever od Chočských vrchů, se po vstupu do krasového údolí ponořuje ve výrazném ponoru, potom následuje cca 4 km dlouhý tok neznámým podzemím a vody vyvěrají opět asi 500 metrů od vyústění doliny v mohutné krasové vyvěračce. Podobně potok, tekoucí o něco západněji, po vstupu na krasové území vytváří kaňonovitý úsek a padá vodopádem do části doliny Červené piesky a níže se také ponořuje. Mnohé skutečnosti svědčí o existenci rozsáhlého jeskynního systému, do kterého se však doposud nepodařilo nikomu proniknout. Zvláštní skupinu představují jeskyně, které vznikly pravděpodobně vodami, pocházejícími přímo z krasových masivů. Tohoto charakteru jsou jeskyně v masívu Velkého Choče, v masívu Lomného a jeskyně na Smrekově dlouhá 115 metrů.